# Wilhelm Jenamy
Wilhelm Jenamy (* 7. April 1726 in Wien; † 5. Jänner 1784 in Graz) war ein österreichischer Jesuit. Sein jüngerer Bruder Gervasius Jenamy (1730–1806) war ebenfalls ein Jesuit.

## Leben
Wilhelm Jenamy wurde am 7. April 1726 in Wien geboren und trat als 16-Jähriger in den Jesuitenorden ein. Hier setzte er seine Studien fort und erwarb seine philosophische und theologische Doktorwürde. Danach lehrte er bei den Jesuitenorden von Graz und Leoben die griechische Sprache, ehe er Redekunst in Tyrnau, wieder in Graz Ethik und danach in Linz Philosophie unterrichtete. Ab 1766 kam er wieder als Lehrer nach Graz, wo er bis zu seinem Ableben im Jahre 1784 als solcher tätig war. Sowohl in deutscher, als auch in lateinischer Sprache hatte er zeitlebens viele teils liturgische, teils aber auch aszetische Werke herausgebracht. Johann Nepomuk Stöger (1792–1880) verzeichnete zahlreiche seiner Werke, von denen jedoch lediglich die lateinische Bezeichnung, aber keine deutschen bekannt sind. Am 5. Jänner 1784 verstarb Jenamy 57-jährig in Wien; sein jüngerer Bruder überlebte ihn um mehr als 22 Jahre.